# Petr Rikunov
Petr Rikunov (tiếng Nga: Пётр Рикунов; sinh ngày 24 tháng 2 năm 1997) là một vận động viên đua xe đạp người Nga hiện đang thi đấu cho đội xe đạp UCI Continental Vân Nam Lvshan Landscape.

## Thành tích
2014
Hạng nhất  Giải đua xe đạp đường trường trẻ quốc gia Nga
Hạng 6 cá nhân tính giờ, Giải đua xe đạp đường trường trẻ châu Âu
2017
Giải đua xe đạp đường trường U-23 quốc gia Nga
Hạng nhất  đường trường
Hạng nhất  cá nhân tính giờ
Hạng 4 đường trường, Giải đua xe đạp đường trường U-23 châu Âu
2018
Giải đua xe đạp đường trường U-23 quốc gia Nga
Hạng nhất  đường trường
Hạng nhì  cá nhân tính giờ
Áo vàng San Juan Sari Nagusia
Nhất chặng 1 Grand Prix of Sochi
2019
Hạng 5 cá nhân tính giờ, Giải đua xe đạp đường trường quốc gia Nga
2022
Giải đua xe đạp đường trường quốc gia Nga
Hạng nhất đường trường
Hạng nhì cá nhân tính giờ
Áo vàng Udmurt Republic Stage Race
Nhất chặng 1, 2, 3
Áo vàng Nart of Adygea
Hạng 3 Five Rings of Moscow
Nhất chặng 4
2023
Áo vàng Cúp truyền hình TP. Hồ Chí Minh
Nhất chặng 1, 5, 7, 8, 11, 15, 16, 18, 21, 22
2024
Áo vàng Cúp truyền hình TP. Hồ Chí Minh
Nhất chặng 1, 2, 3, 6, 9, 12, 15, 19, 21, 23